# Juramax
JURAMAX — вебсайт соціальної мережі творчих людей, що почав працювати 10 квітня 2010 року. На сайті зараєстровані користувачі можуть виставляти свої роботи і авторські статті. Соціальна мережа дозволяє публікувати живопис, графіку, комп'ютерну графіку, фотографії, музику, вірші і прозу. Відповідно існують розділи: «Країна художників», «Країна фотографів», «Країна рукоділля», «Країна письменників», «Країна музики» і «Країна комп'ютерної графіки».
На сайті існує своєрідна внутрішня валюта Jx. За неї можливо подати свою роботу на Експозицію, подати заявку на публікацію в журналі чи опублікувати свій допис з мініблогу на головній сторінці. Отримуються Jx за публікацію своїх робіт, перегляд та оцінювання робіт інших користувачів і написання коментарів.

## Історія JURAMAX'у
Ідея створення мережі з'явилася в 2009 році.